# Ізометричні вправи

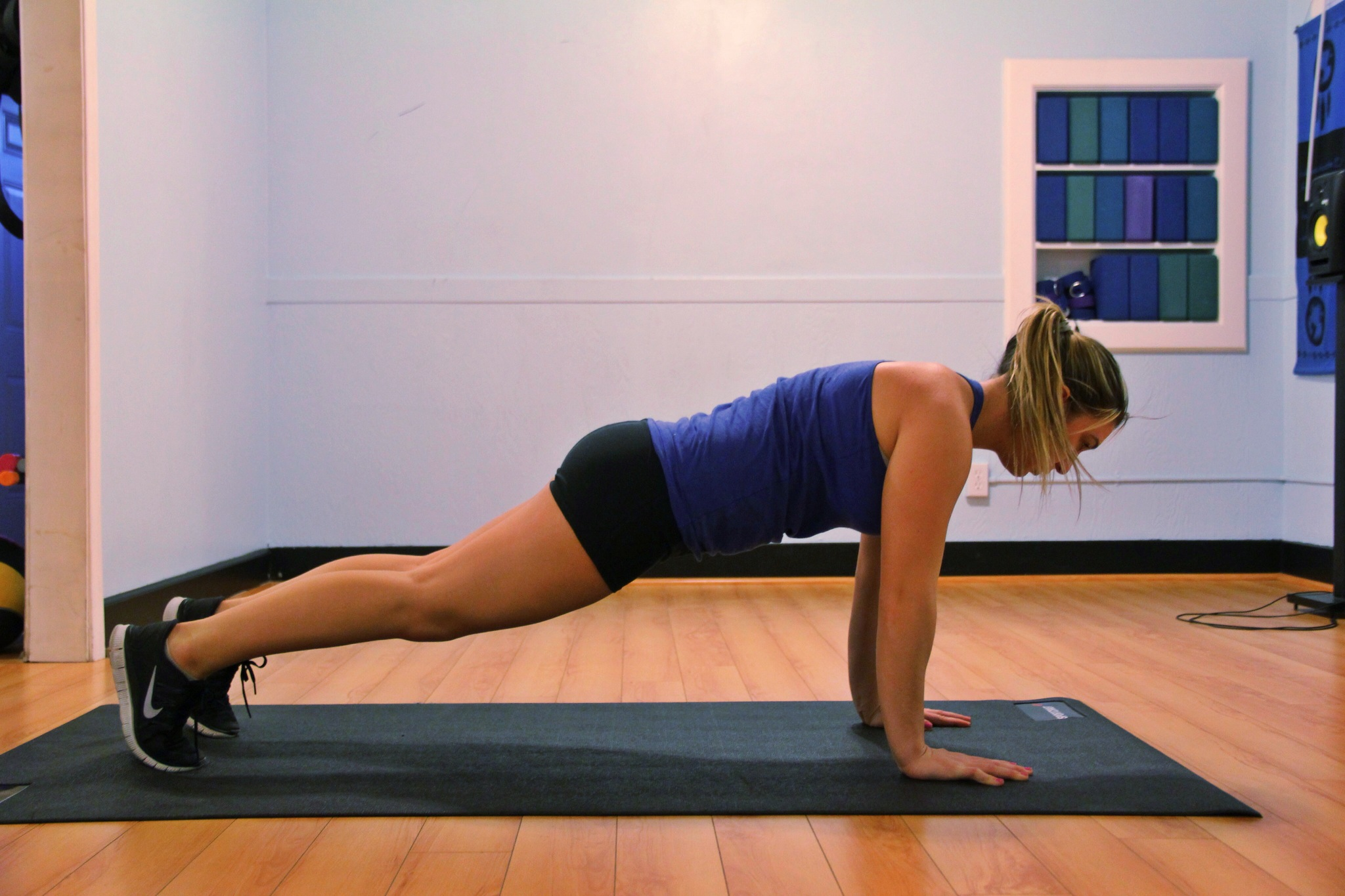
«Планка» — це тип ізометричної вправи, яка може інтенсивно навантажувати основну мускулатуру тіла

Ізометричні вправи (з грец. isos — рівний, грец. metrom — віра) або статичні вправи — фізичні вправи, при виконанні яких чергуються періоди напруження і розслаблення м'язів; при цьому напруження м'язів не супроводжується зміною їх довжини, тому рухів у суглобах не відбувається. Такі силові вправи спрямовані на нерухомий об'єкт або на тримання м'язів у нерухомому положенні протягом певного часу. Під час виконання ізометричних вправ відбувається збільшення м'язової сили, укріплення сухожиль.
Такі вправи забезпечують профілактику (або ліквідацію) атрофії м'язів при іммобілізації кінцівок, сприяють відновленню функцій м'язів при неврологічних захворюваннях, покращують кровопостачання і обмін речовин в м'язах, відновлюють їх знижену силу і тонус, стимулюють процеси регенерації тощо. Ізометричні вправи показані, насамперед, у випадках, коли у хворих під час виконання рухів виникає біль.

## Види
Ізометричні напруження м'язів бувають двох видів:
- ритмічні швидкі — в ритмі 30-50 за хв.;
- тривалі — впродовж 2-3 сек, і до 5-7 сек.

## Покази
Ізометричні скорочення м'язів можна використовувати в будь-який час під час реабілітації або домашньої програми вправ.
Ізометричні вправи можуть бути корисними для покращення стабілізації — збереження положення ураженої ділянки тіла. Ці вправи можуть допомогти, оскільки м'язи часто напружуються без руху, допомагаючи стабілізувати суглоби та тіло. Також вони можуть бути корисні при травмі, коли рухи стають болісні та при артритах суглобів.
Ізометричні вправи можуть бути дуже ефективною формою вправ після травми чи операції.
Збільшення м'язової сили та рівноваги в поперековому відділі хребта та полегшення болю можна досягти за допомогою стабілізуючих ізометричних вправ.
Існують дослідження, які встановили що ізометричні вправи призводять до найбільш значного зниження систолічного та діастолічного артеріального тиску.

## Техніка виконання
Існує помилкове уявлення про ізометричні вправи полягає в тому, що вони передбачають напруження та затримку дихання, що може підвищити артеріальний тиск. Щоб провести ізометричну або статичну вправу, потрібно зосередитися на повільному вдиху і видиху.
Ізометричні вправи також можна використовувати під час фізіотерапії з використанням нервово-м'язової електростимуляції (NMES).

## Переваги
Переваги ізометричних вправ після операції або травми:
- Можете безпечно скорочувати м'яз, захищаючи хірургічний розріз або рубцеву тканину;
- М'язи можна зміцнити в дуже специфічному діапазоні рухів навколо суглоба;
- Для виконання ізометричних вправ не потрібно спеціального обладнання.

## Недоліки
Оскільки ізометричні вправи виконуються в одному положенні без руху, вони покращать силу лише в одному конкретному положенні. Потрібно виконувати багато ізометричних вправ у всьому діапазоні рухів кінцівки, щоб покращити силу всіх м'язів. Оскільки ізометричні вправи виконуються в нерухомому (статичному) положенні, вони не допоможуть покращити швидкість або спортивні результати.
Виконання ізометричних вправ з високою інтенсивністю може призвести до різкого підвищення артеріального тиску під час занять.